# Bilaspur
|  | Per a altres significats, vegeu «Bilaspur (desambiguació)». |

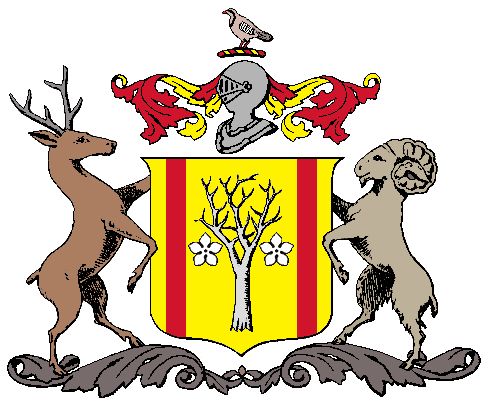
Escut

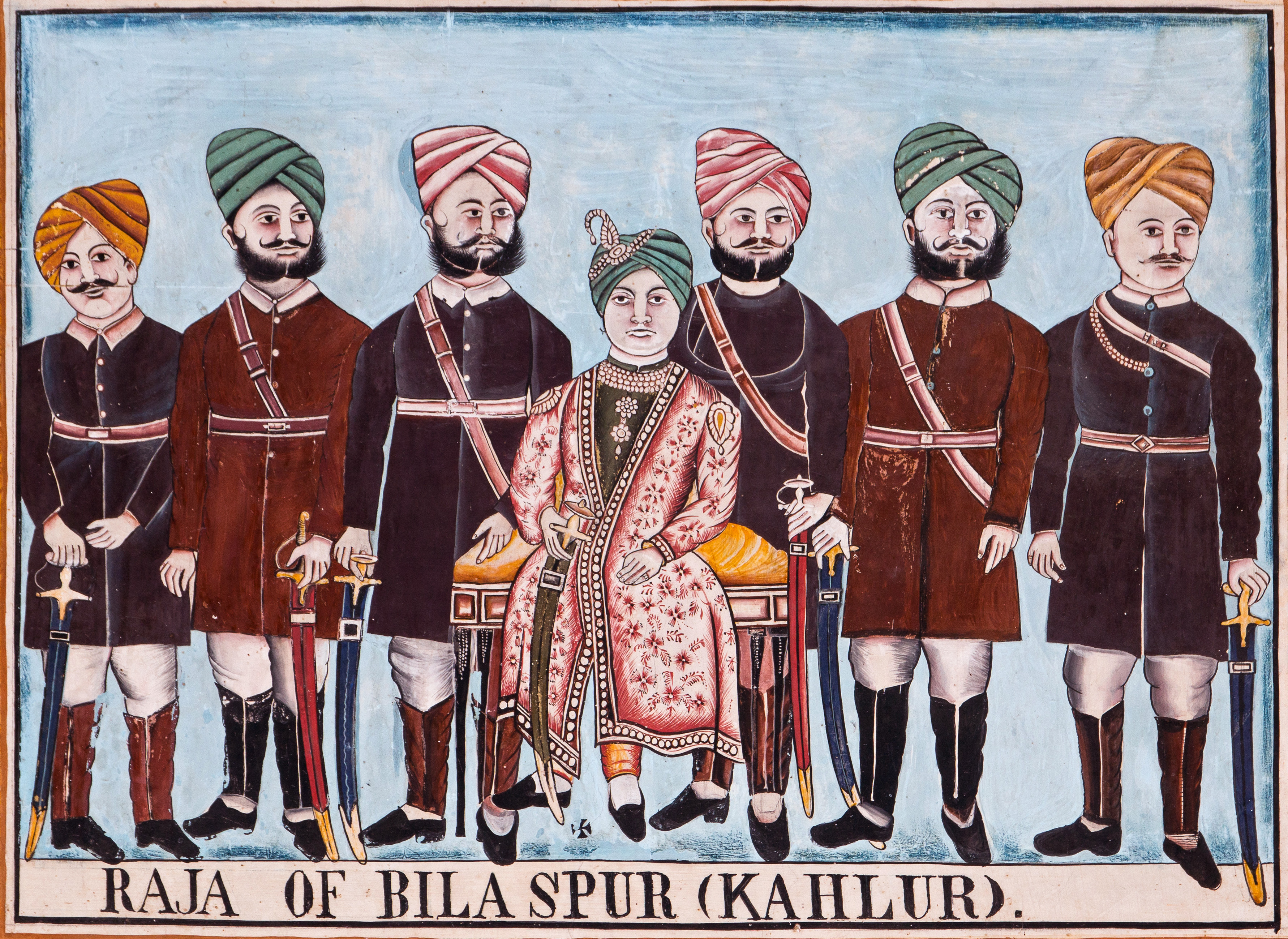
Raja Bijai Chand (1873 - 1931) amb nobles Rajputs.

Bilaspur fou un estat tributari protegit del grup d'estat de les Muntanyes de Panjab o de les Muntanyes de Simla (avui a Himachal Pradesh). Fou conegut també com a Kahlur.
La superfície era de 1160 km² i la població el 1881 de 86.546 habitants i el 1901 de 90.873 habitants amb una ciutat i 421 pobles. El 1931 la població era de 100.994 habitants i els pobles 992.
L'estat fou fundat vers el 697 (o 880) i es va anomenar originalment Kahlur per un fort construït per Kahal Chand (vers 894-902) que va prendre el nom d'ell mateix (Kot Kahlur). La capital primera fou Jhandbari, després Kahlur i finalment Bilaspur, que fou fundada per Raja Dip Chand. La nissaga governant eren rajputs del clan Chandravanshi, descedents del rajas de Chanderi a Bundelkhand. El fundador fou Hari Har Chand, considerat el 70è raja de Chanderi que a la seva mort vers 697 (o 880), va cedir el territori al seu segon fill Govind Chand, que va sotmetre 15 estats veïns però finalment fou derrotat pel raja de Sirmoor.
Altres rages foren Kahn Chand (1057-1099) 11è successor, que va conquerir Hindur que va donar al seu segon fill Sujit Chand (ancestre dels rages de Nalagarh) i el seu fill Ajit Chand; Udai Chand (1133-1143), Sangar Chand (1197-1220) que va tenir deu fills i 7 d'ells van fundar jagirs que existien al començament del segle XX, Megh Chand (1220-1251), fill de l'anterior, enderrocar en una revolta popular i restablert amb l'ajut del sultà de Delhi; Abhaisand Chand (1302-1317), Ratan Chan (1355-1406) i Gyan Chand (1518-1555 o 1550-1600) 27è raja, el primer que es va convertir a l'islam després de ser derrotat pel governador de Sirhind.
Dip Chand (1653-1665) va fundar Bilaspur; va ajudar a l'emperador mogol que li va concedir un khillat de 5 lakhs i un sanad reconeixent la seva sobirania sobre 22 estats. Va morir el 27 d'abril de 1665 enverinat pel raja de Kangra. El seu fill Bhim Chand (1665-1692) va abdicar en el seu fill Ajmer Chand el 1692 i va viure la resta de la vida com a faquir fins que va morir vers el 1712. Devi Chand (1738 o 1741-1778) va fer la guerra contra Kangra i Nalagarh guerra que va seguir el seu fill i successor Mahan Chand (1778-1824) nascut el 1772 el qual va perdre Dhar Kot contra els sikhs i el 1803 va fer front a la invasió dels gurkhes.
El 1803 l'estat fou ocupat pels gurkhes de Nepal que en foren expulsats pels britànics el 1815. El 1849, amb l'annexió de Panjab, els britànics van confirmar al raja, al que van concedir la possessió efectiva de la zona a al dreta del Sutlej que abans governaven pagant tribut al maharajà sikh, a canvi d'abolir els drets per passar per l'estat, el raja Jagat Chand va abdicar l'any següent en el seu fill Hira Chand (1850-1883); el 1865 li fou cedida la pargana de Bassi Bachertu amb un pagament al govern britànic de 8000 rúpies a l'any. En premi als seus serveis al motí de 1857 va rebre robes honorífiques per valor de 5000 rúpies i salutació de 7 canonades després apujades a 11 canonades. El 1889 va pujar al tron Bijai Chand però degut a la mala administració l'estat va ser posat sota control d'un agent britànic el 1903/1904. El raja va abdicar el 1927 en el seu fill Anand Chand i va morir el 1931. L'exèrcit de l'estat era de 187 infants i 11 cavallers (incloent policies)
La capital i residència del raja era a Bilaspur a la riba del Sutlej amb 3.192 habitants el 1901.

## Llista de rages
- Gyan Chand 1518-1555 o 1570-1600
- Bikram Chand 1555-1593 o 1600-1620 (va abdicar)
- Sultan Chand 1593-1600 or 1620/1630
- Kalyan Chand 1600-1636 o 1630-1645
- Tara Chand 1636 o 1645-1653
- Dip Chand 1653-1665
- Bhim Chand 1665-1692 (+1712)
- Ajmer Chand vers 1692-1738 o 1741
- Devi Chand 1738 o 1741-1778
- Mahan Chand 1778-1824 (ocupació gurkha 1803-1815)
- Kharak Chand 1824-1839 (+ 29 de març de 1839)
- Jagat Chand 1839-1850 (+1857)
- Hira Chand 1850-1883 (+ gener de 1883)
- Amar Chand 1883-1889 (+ 3 de febrer de 1889)
- Bijai Chand 1889-1927 (+ novembre de 1931)
- Anand Chand 1927-1948 (+ 15 de novembre de 1983)